# Wiskozymetr
Wiskozymetr, lepkościomierz – przyrząd pomiarowy służący do pomiaru lepkości płynów (głównie cieczy).
Lepkościomierze kapilarne wyznaczają lepkość na podstawie czasu przepływu określonej ilości płynu przez odpowiednio skalibrowane rurki kapilarne pod działaniem znanej różnicy ciśnień. Na takiej zasadzie działają m.in. przyrządy służące do wyznaczania lepkości kinematycznej olejów: lepkościomierze Ubbelohdego, Ostwalda i Pinkiewicza.
W lepkościomierzach rotacyjnych (szeroko stosowanych w miernictwie przemysłowym) miarą lepkości jest wartość siły działającej między dwoma współosiowymi cylindrami: cylindrem zewnętrznym i obracającym się względem niego cylindrem wewnętrznym (badana ciecz wypełnia szczelinę między cylindrami).
W reowiskozymetrach (lepkościomierzach z opadającą kulką) miarą lepkości jest prędkość opadania kulki (o znanych wymiarach i gęstości) w badanym ośrodku pod wpływem stałej siły zewnętrznej (zwykle siły ciężkości), jak to ma miejsce np. w  lepkościomierzu Höpplera. Lepkościomierze takie wykorzystują w sposób bezpośredni prawo Stokesa.
Stosowane są także lepkościomierze porównawcze służące do pomiarów lepkości względnej, tj. wyznaczania lepkości badanej substancji względem substancji wzorcowej o znanej lepkości, zwykle wody. Na takiej zasadzie działają m.in. lepkościomierze: Englera, Saybolta i Redwooda (środki smarne).
Do drugiej grupy przyrządów mierzących lepkość względną należy stosowany w poligrafii kubek wypływowy i lejek Marsha używany do pomiaru lepkości zawiesiny płuczkowej: wiertniczej i specjalnej. W obu przypadkach są to niewielkie naczynia o odpowiednim kształcie oraz znormalizowanym otworze umieszczonym w dnie. Po napełnieniu cieczą lepkość wyznacza się w ustalonej temperaturze przez zmierzenie czasu jaki jest potrzebny do tego, aby ciecz wylała się z naczynia.